# Ferruccio Ghinaglia
(Ferruccio Ghinaglia, su Falce e Martello del 19 febbraio 1921)
Ferruccio Ghinaglia (Casalbuttano ed Uniti, 29 settembre 1899 – Pavia, 21 aprile 1921) è stato un attivista italiano.
È stato il fondatore e il principale dirigente della federazione pavese del Partito Comunista d'Italia nel 1921. Fu ucciso da un gruppo di fascisti nello stesso anno, diventando uno dei primi martiri antifascisti italiani.

## Biografia
Di famiglia contadina, si distinse già al liceo (a Cremona) come fervente socialista e antimilitarista sulle pagine del giornale Lo Studente, circostanza che gli procurerà alcune difficoltà con la polizia (era allora in corso la prima guerra mondiale).
Giunse a Pavia nel 1917, studente di Medicina e vincitore di un posto di alunno nel collegio universitario Ghislieri, ma fu poco dopo chiamato a svolgere il servizio militare. Riuscì in seguito a riallacciare i contatti coi suoi compagni cremonesi e a riprendere il suo posto nell'attività politica nella Federazione Giovanile Socialista.
Nel 1920 era già rientrato a Pavia, dove ricopriva la carica di segretario provinciale della gioventù socialista, quando scoppiò un'importante vertenza bracciantile in Lomellina, che seguì attentamente insieme ai giovani socialisti della zona e sulle pagine del giornale, da lui fondato, Vedetta Rossa. Ghinaglia organizzò squadre di "ciclisti rossi" costituiti da giovani militanti che operavano come staffette durante i duri scioperi nelle campagne.
Nell'autunno 1920 anche gli operai di Pavia parteciparono al movimento nazionale di occupazione delle fabbriche organizzato dalla FIOM. I giovani socialisti guidati da Ghinaglia e da Mario Lanfranchi presero parte alla lotta ma anche al dibattito amaro che seguì, sul giudizio da dare su quella che i giovani rivoluzionari videro come una sconfitta del tentativo di "fare come in Russia", costituendo una repubblica basata sui soviet. La responsabilità storica della mancata occasione rivoluzionaria ricade secondo Ghinaglia sul tradimento dei dirigenti riformisti e della Confederazione Generale del Lavoro (CGL) e sull'inettitudine ed indecisione dei capi massimalisti.
La gran parte della gioventù socialista pavese era infatti già orientata verso la frazione comunista di Bordiga e del gruppo torinese dell'Ordine Nuovo (la FGSI di Pavia aderisce alla Terza Internazionale il 31 ottobre 1920) e Ghinaglia fu in prima fila nella battaglia congressuale contro le linee riformiste o massimaliste, a cui contrappose la sua scelta di adesione al bolscevismo leninista. Fu il principale rappresentante nella provincia dell'ala sinistra del PSI e dopo la scissione di Livorno del 21 gennaio 1921 sarà il fondatore e il primo dirigente del PCd'I a Pavia, dove fonda il giornale comunista Falce e Martello. Partecipò inoltre alla fondazione del PCd'I a Cremona assieme ai compagni Rosolino Ferragni e Dante Bernamonti.
Il 21 aprile cadde vittima di una vendetta fascista, presso il Ponte Coperto sul Ticino. Gli fu fatale un colpo di rivoltella alla testa. Le squadre mussoliniane che imperversavano nella provincia (in particolare nelle sue zone rurali) trovavano ancora difficoltà ad espugnare il capoluogo, anche grazie alla resistenza opposta dai comunisti, dai socialisti e dalla Camera del Lavoro. Ghinaglia era uno degli assertori della necessità di un'opposizione strenua alla violenza e alla prepotenza fascista e contribuì all'organizzazione di squadre di giovani comunisti e di ragazzi dei rioni popolari che si contrapponevano alle camicie nere.
La sua uccisione, ad opera di studenti universitari del Fascio di Pavia, generò un moto di sdegno popolare che culminò nel gigantesco funerale che attraversò le vie della città il giorno successivo all'omicidio politico (che resterà impunito). La salma venne in seguito trasportata al cimitero di Cremona in una tomba adornata da un monumento che rappresenta Ferruccio Ghinaglia in posa oratoria.

## La memoria
Durante la guerra di liberazione il 288º raggruppamento SAP operante nel cremonese fu intitolato a suo nome.
Oggi Ferruccio Ghinaglia è ricordato nella toponomastica pavese e cremonese e vicino al luogo della sua morte è stato posto un busto che ne ricorda il sacrificio.
La IV conferenza provinciale dei Giovani Comunisti (giovani del Partito della Rifondazione Comunista) tenutasi il 2 giugno 2006 ha intitolato per acclamazione a Ferruccio Ghinaglia la Federazione pavese di questa organizzazione.
Una squadra di "calcio popolare" a Pavia è intitolata a Ferruccio Ghinaglia.
In occasione del centesimo anniversario della morte si è svolto a Pavia un convegno, organizzato dal Collegio Ghislieri in onore del suo ex alunno, presieduto dagli studiosi dell'antifascismo Elisa Signori e Pierangelo Lombardi.
A poca distanza dal luogo della morte di Ghinaglia è stata aperta nel 2021 una sede politica di Sinistra Classe Rivoluzione denominata Circolo Ghinaglia.